# Sumida, Tokyo
Sumida (墨田区 (Mặc Điền khu) Sumida-ku) là một trong 23 khu đặc biệt của Tokyo. Tính đến năm 2010, khu có dân số ước tính 244.982 và mật độ 17.820 người/km². Tổng diện tích 13,75 km².

## Địa lý
Sumida nằm ở đông bắc phần đất liền của Tokyo. Sumida và Arakawa là những con sông chính, và tạo thành ranh giới tự nhiên của nó. Sumida giáp các khu đặc biệt: Adachi ở phía bắc; Arakawa về phía tây bắc; Katsushika về phía đông; Edogawa về phía đông nam; Taito về phía tây; Chūō về phía tây nam; và Koto về phía nam.

## Lịch sử
Khu này được thành lập ngày 15 tháng 3 năm 1947.

## Công ty
- Asahi Breweries có trụ sở chính tại Azuma-bashi.
- Thuốc lá Nhật Bản có một nhà máy tại Yokokawa.
- Đường sắt điện từ Keisei có trụ sở chính tại Oshiage.
- Tập đoàn Lion, các chất tẩy rửa và vệ sinh khổng lồ, có văn phòng chính tại Honjo.
- Đường sắt Tobu có trụ sở chính tại Oshiage.

## Chính trị
Vào năm 2005, thị trưởng là Yamazaki Noboru. Hội đồng này bao gồm 34 thành viên.

## Người nổi tiếng

### Nhân vật lịch sử
- Akutagawa Ryūnosuke sống ở Mukojima
- Enomoto Takeaki sống ở Mukojima
- Hasegawa Heizo sống ở Honjō
- Katsushika Hokusai sinh tại Kamezawa
- Katsu Kaishu sinh tại Kamezawa
- Kōda Rohan sống ở Mukōjima
- Matsuo Bashō sống ở Honjō
- Mori Ōgai sống ở Mukōjima
- Nezumi Kozō (Jirokichi): Một đài tưởng niệm có vị trí tại Eko-in

### Hiện đại
- Igawa Haruka: diễn viên, người mẫu
- Ikariya Chosuke: diễn viên, diễn viên hài (The Drifters)
- Kinomi Nana: diễn viên
- Oba Masao: cựu vô địch WBA Flyweight
- Oh Sadaharu: huấn luyện viên và VĐV bóng chày
- Tagawa Suihō: họa sĩ truyện tranh
- Takahashi Hisanori: vận động viên bóng chày
- Takayama Yoshihiro: đô vật chuyên nghiệp
- Yokoyama Chisa: seiyu